# بودو، نروژ
بودو (به لاتین: Bodø) یک شهرک و شهرداری در نروژ است که در نوردلند در شمال نروژ واقع شده‌است.

## خصوصیات
بودو ۱٬۳۹۱٫۹۶ کیلومترمربع مساحت و ۵۰٬۰۰۰ نفر جمعیت دارد.